# Svizzera all'Eurovision Song Contest 1982
La Selezione Svizzera per l'Eurofestival 1982 si svolse a Ginevra il 28 gennaio 1982 presentata da Serge Moisson.

## Canzoni in ordine di classifica
| Posizione | Canzone                           | Artista                    |
| 1.        | Amour on t'aime                   | Arlette Zola               |
| 2.        | Moi                               | Leana                      |
| 3.        | El dorado                         | Rainy Day                  |
| 4.        | Johnny Saxophone Ba'rock          | Ray & Corry Knobel Ba'rock |
| 6.        | Tu resterai un sogno              | Salvo Ingrassia            |
| 7.        | L'enfant de Kairouan Kinderlachen | Marc Olivier Ireen Indra   |
| 9.        | Tu sarai la mia croce             | Sandro Caroli              |